# Anica Černej
Anica Černej [ánica černéj], slovenska pedagoginja, pisateljica in pesnica, * 3. april 1900, Čadram, † 3. maj 1944, Neubrandenburg.

## Življenjepis
Anica Černej se je rodila v učiteljski družini. Njen oče Ljudevit Černej je bil sprva učitelj, pozneje šolski nadzornik in tudi pesnik ter pisatelj. Mati ji je bila učiteljica Marija Hasenbüchl. Kakor oče je bila tudi Anica učiteljica in govornica. V šolo je šla s petimi leti (1905) v Griže pri Celju. Po štirih letih (1909) je odšla v Maribor na zasebno učiteljišče šolskih sester (danes Kongregacija šolskih sester sv. Frančiška Kristusa Kralja). Poučevala je v Grižah in potem še v Celju. Leta 1927 se je z diplomskim izpitom v Zagrebu usposobila za poučevanje matematike, fizike in kemije. Bila je učiteljica na prvi meščanski šoli v Mariboru, ki se je imenovala Državna I. dekliška meščanska šola, (danes Osnovna šola bratov Polančičev Maribor), leta 1930 pa je prejela diplomo Višje pedagoške šole (danes Pedagoška fakulteta v Ljubljani) in postala pomožna učiteljica na ljubljanskem učiteljišču (danes Gimnazija Ledina). Opravila je tudi profesorski izpit.
Jeseni 1943 so njo in več drugih profesorjev ter dijakov aretirali Nemci in jih odpeljali v koncentracijsko taborišče Ravensbrück, kjer je zbolela. Kljub bolezni je s prijateljico Biserko Ercegovac odšla v Neubrandenburg, kjer je postala voditeljica zaprtih Slovenk. Tam je 3. maja 1944 umrla. Spomin nanjo v Celju in Makolah ohranjata ime vzgojno varstvenega zavoda (Vrtec Anice Černejeve, Osnovna šola Anice Černejeve Makole) in ulice v Dogošah, Slovenski Bistrici in Slovenskih Konjicah (Ulica Anice Černejeve).
Njen brat je bil pravnik in diplomat Darko Černej.

## Delo
Pesnica in pisateljica Anica Černej je pisala pesmi za otroke (pesniška zbirka Metuljčki), v katerih je vpletla misel na domovino in ljubezen do rodne zemlje ter bolečino lačnih in prezeblih otrok. Nekatere zbrane pesmi v Metuljčkih so izšle v mladinski reviji Zvonček in v koledarju Kraljevič Marko, ki ga je za slovenske obmejne otroke izdajala narodnoobrambna Družba sv. Cirila in Metoda. Pisala je tudi pesmi za odrasle, ki pa jih ni nikoli zbrala in izdala. Izšle so prvič leta 1975 v zbirki z naslovom Moje poti in izhajale največ v reviji Ženski svet.
Pisala je članke, ki jih je objavljala v Zvončku, Našem rodu, Ženskem svetu in Popotniku. Izdala je tudi več slikanic: Za vesele in žalostne čase (1933), Kapljice (1934) in Dedek Miha (1939). Leta 1953 je izšel izbor njenih pesmi z naslovom Sredi domovine.
Nekaj njenih pesmi je uglasbenih (v notnem zapisu), kot so na primer Bele snežinke, Kod je hodil Jane, Ringa raja, Jutro, Orjemo, orjemo.

### Poezija za otroke
- Sredi domovine, (1953) (COBISS)
- Vesele pesmice, (1957) (COBISS)
- Bratci, zima bo, (1957) (COBISS)
- Moje poti, (1975) (COBISS)
- Orjemo, orjemo, (1975) (COBISS)
- Hi, konjiček, (1990) (COBISS)
- Metuljčki, (1996) (COBISS)

### Uglasbene pesmi (notno gradivo)
- Kod je hodil Jane: mladinski zbor / [glasba] Srečko Koporc, (1959) (COBISS)
- Očka drva žaga: otroški zbor / [glasba] Srečko Koporc, (1959) (COBISS)
- Ringa raja: otroški zbor / [glasba] Ciril Pregelj, (1961) (COBISS)
- Jutro: mladinski zbor / [glasba] Vilko Ukmar, (1963) (COBISS)
- Ringaraja: mladinski zbor / [glasba] Peter Lipar, (1963) (COBISS)
- Tri koroške [Glasbeni tisk] / Srečko Koporc, (1964) (COBISS)
- Dečica, kdo ve [Glasbeni tisk] / Srečko Koporc, (1964) (COBISS)
- Bele snežinke: mladinski zbor in solo / [glasba] Vilko Ukmar, (1966)
- Goska: enoglasni otroški (mladinski) zbor s spremljavo klavirja / [glasba] Jakob Jež, (1969) (COBISS)
- Orjemo, orjemo: 2-gl. s klavirsko spremljavo : mladinski zbor / [glasba] Jakob Jež, (1979)  Arhivirano 2016-03-04 na Wayback Machine.
- Polžek je gospod [Glasbeni tisk]: [15 pesmi Anice Černejeve ob 40. letnici vrtca Anice Černejeve] / [uglasbila] Mira Voglar; [ilustrirali otroci iz vrtca Anice Černejeve]; uredila Anica Četkovič Vodovnik, (1996)
- Hruška debeluška [Glasbeni tisk] / glasba Igor Štuhec, (2000)
- Žabja nezgoda [Glasbeni tisk] / Slavko Mihelčič, (2000)
- Deček in zajčki [Glasbeni tisk] / Slavko Mihelčič, (2000)